# Pauline Wangui
Pauline Wangui Ngigi (* 17. Juli 1984 im Distrikt Nyandarua, Provinz Central) ist eine kenianische Langstreckenläuferin, die sich auf Straßenläufe spezialisiert hat.

## Leben
2006 gewann sie auf der Halbmarathonstrecke von Reims à toutes jambes. 2008 siegte sie beim CPC Loop Den Haag, wurde Zweite beim Berliner Halbmarathon und Vierte beim Glasgow Women’s 10K und belegte bei den Halbmarathon-Weltmeisterschaften 2008 den 14. Platz.
2009 gewann sie die 20 van Alphen und verteidigte ihren Titel beim CPC Loop Den Haag. 2010 verteidigte sie ihre Titel in Alphen und Den Haag und siegte bei der Route du Vin.
2011 wechselte sie auf die 42,195-km-Distanz und wurde Sechste beim Madrid-Marathon. Im Jahr darauf siegte sie beim Nagano-Marathon.
Pauline Wangui ist 1,52 m groß. Sie lebt in Nyahururu.

## Persönliche Bestzeiten
- 10.000 m: 33:19,0 min, 18. Juni 2011, Nairobi
- 10-km-Straßenlauf: 31:58 min, 18. Mai 2008, Glasgow
- Halbmarathon: 1:09:49 h, 15. März 2008, Den Haag
- Marathon: 2:34:22 h, 15. April 2012, Nagano